# Distrito de Brugg
El Distrito de Brugg (en alemán Bezirk Brugg) es uno de los once distritos del cantón de Argovia en Suiza; está ubicado al centro del cantón. Tiene una superficie de 149,31 km². La capital del distrito es Brugg.

## Geografía
El distrito de Brugg limita al noroeste y norte con el distrito de Laufenburgo, al noreste con el de Zurzach, al este con el de Baden, al sur con el de Lenzburgo, y al suroeste con el de Aarau.

## Historia
Tras la invasión francesa y la proclamación de la República Helvética en 1798, los territorios de Argovia acceden a la independencia. La región del distrito de Brugg se encontraba en manos bernesas, aunque una gran parte constituía una bailía común de los confederados. 
El distrito de Brugg fue formado en 1803 y está compuesto actualmente por 25 comunas.

## Comunas
| Distrito de Brugg | Distrito de Brugg      | Distrito de Brugg |
| Comunas           | Población (31.12.2014) | Superficie km²    |
| ----------------- | ---------------------- | ----------------- |
| Auenstein         | 1556                   | 5.68              |
| Birr              | 4369                   | 5.05              |
| Birrhard          | 673                    | 3.00              |
| Bözberg           | 1558                   | 15.39             |
| Bözen             | 726                    | 3.96              |
| Brugg             | 11 104                 | 6.38              |
| Effingen          | 598                    | 6.85              |
| Elfingen          | 277                    | 4.21              |
| Habsburg          | 406                    | 2.23              |
| Hausen            | 3382                   | 3.21              |
| Lupfig            | 2284                   | 5.15              |
| Mandach           | 308                    | 5.54              |
| Mönthal           | 389                    | 3.94              |
| Mülligen          | 1039                   | 3.16              |
| Remigen           | 1047                   | 7.87              |
| Riniken           | 1487                   | 4.76              |
| Rüfenach          | 873                    | 4.17              |
| Scherz            | 637                    | 3.30              |
| Schinznach        | 2238                   | 12.29             |
| Schinznach-Bad    | 1226                   | 1.90              |
| Thalheim          | 797                    | 9.92              |
| Veltheim          | 1422                   | 5.24              |
| Villigen          | 2008                   | 11.21             |
| Villnachern       | 1535                   | 5.75              |
| Windisch          | 7148                   | 4.91              |
| Total (25)        | 49 087                 | 145.15            |

## Cambios desde 2000

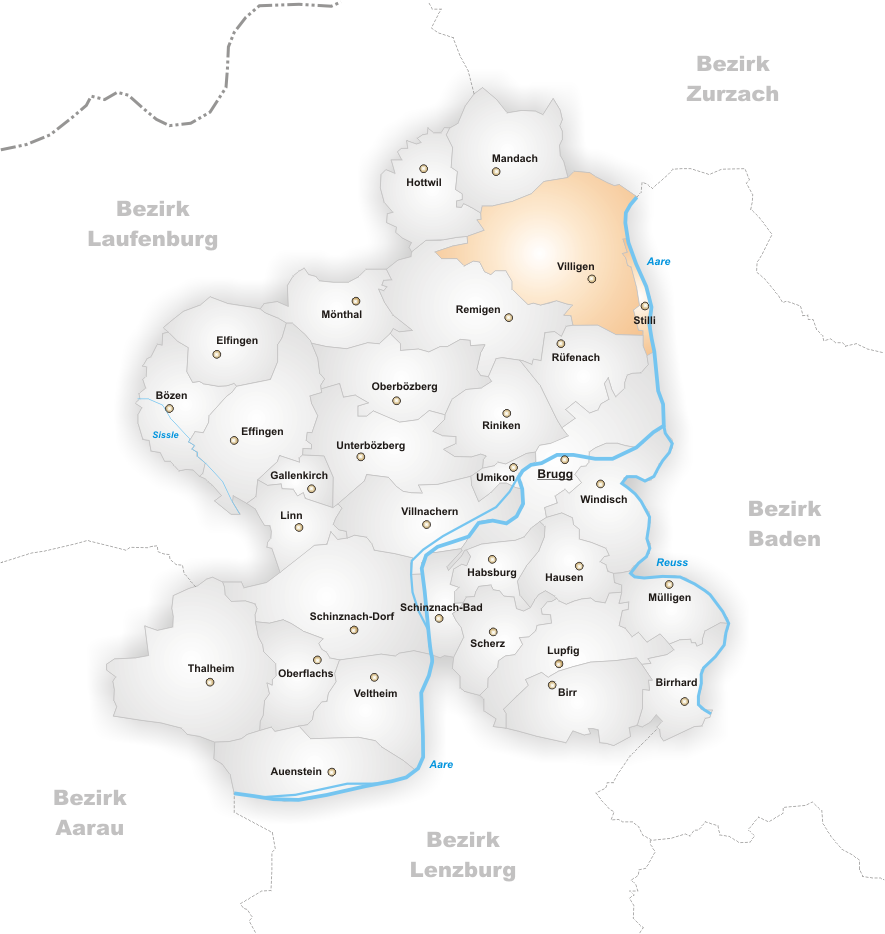
Comunas hasta 2005
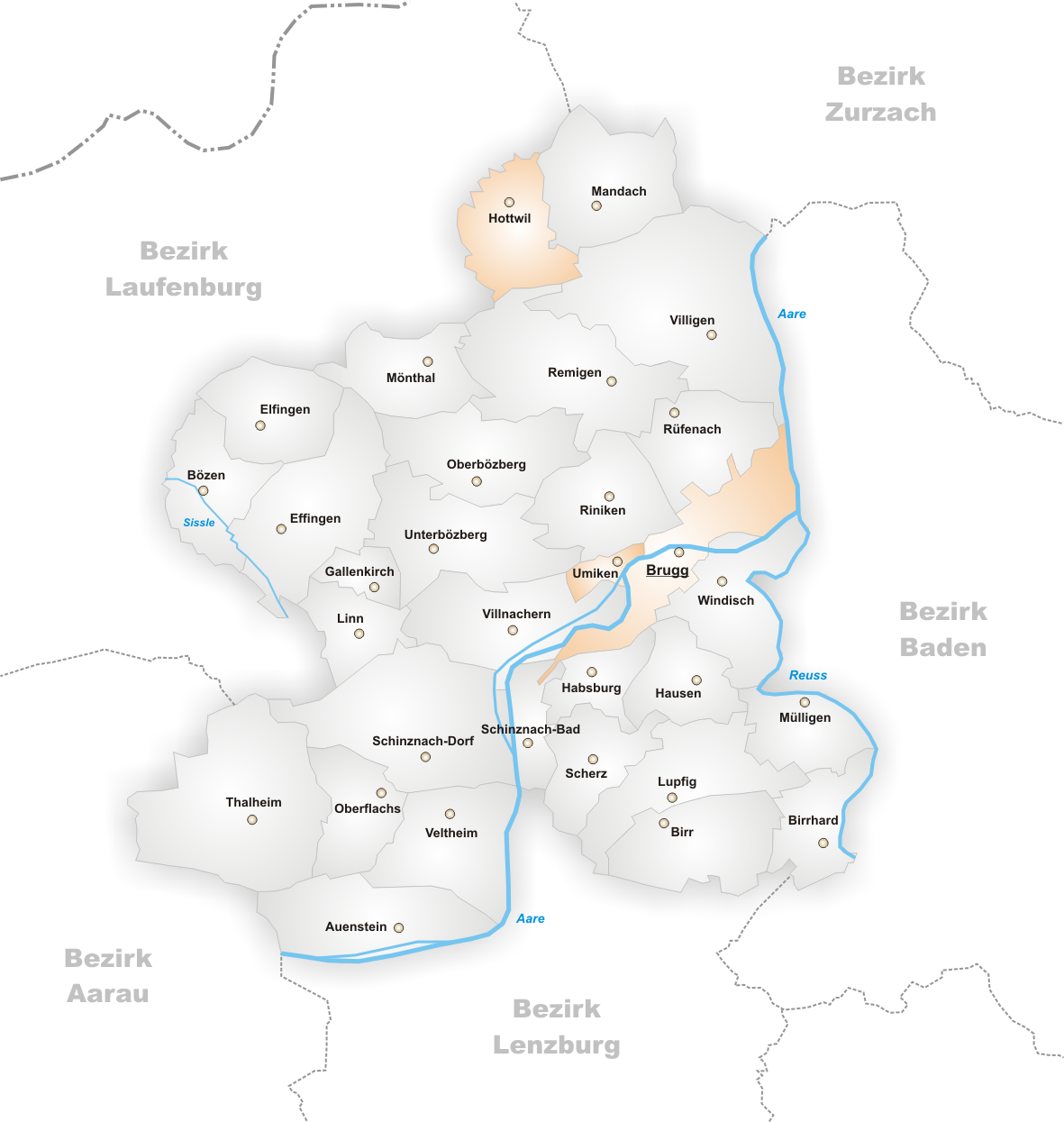
Comunas hasta 2009
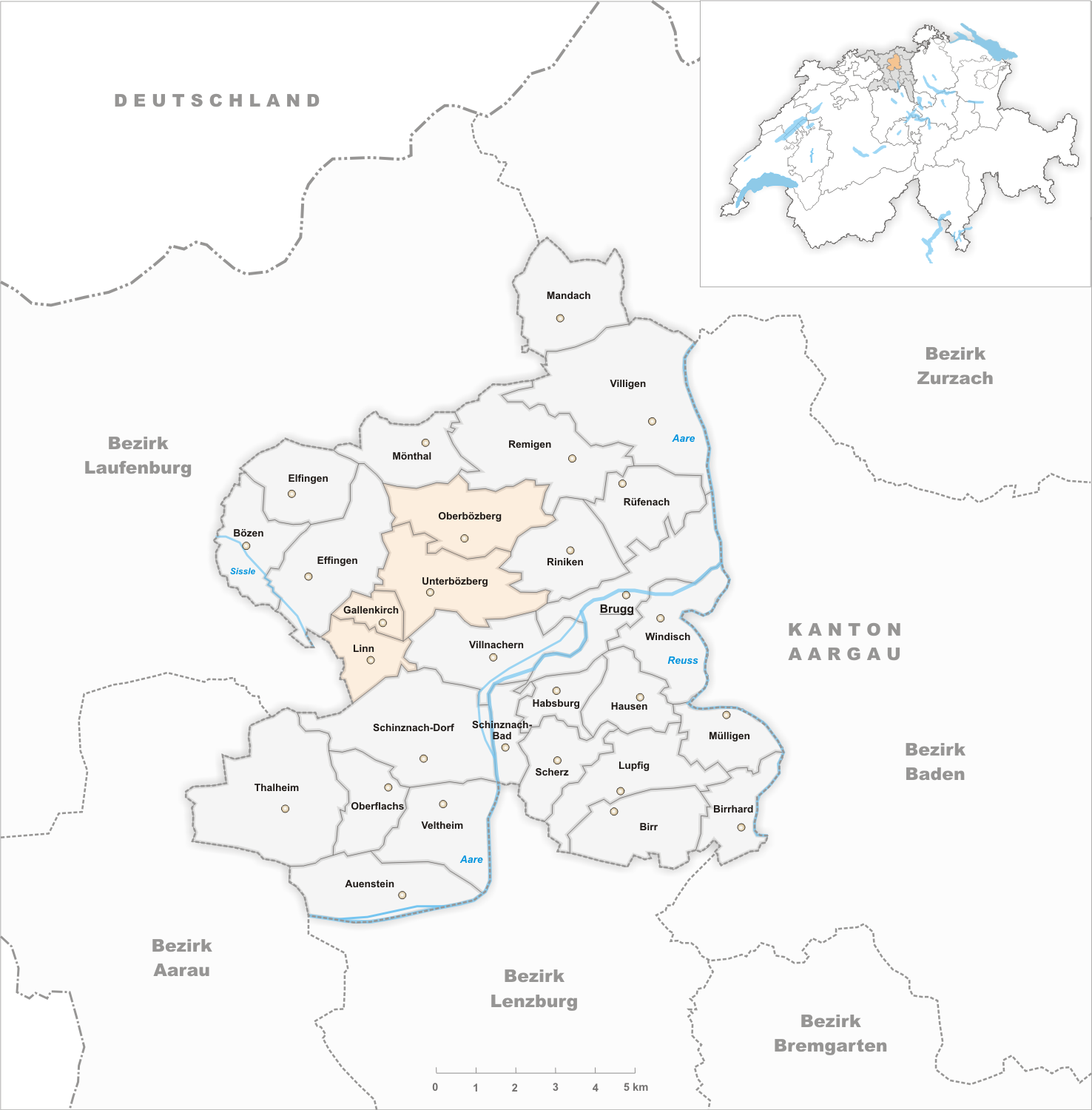
Comunas hasta 2012
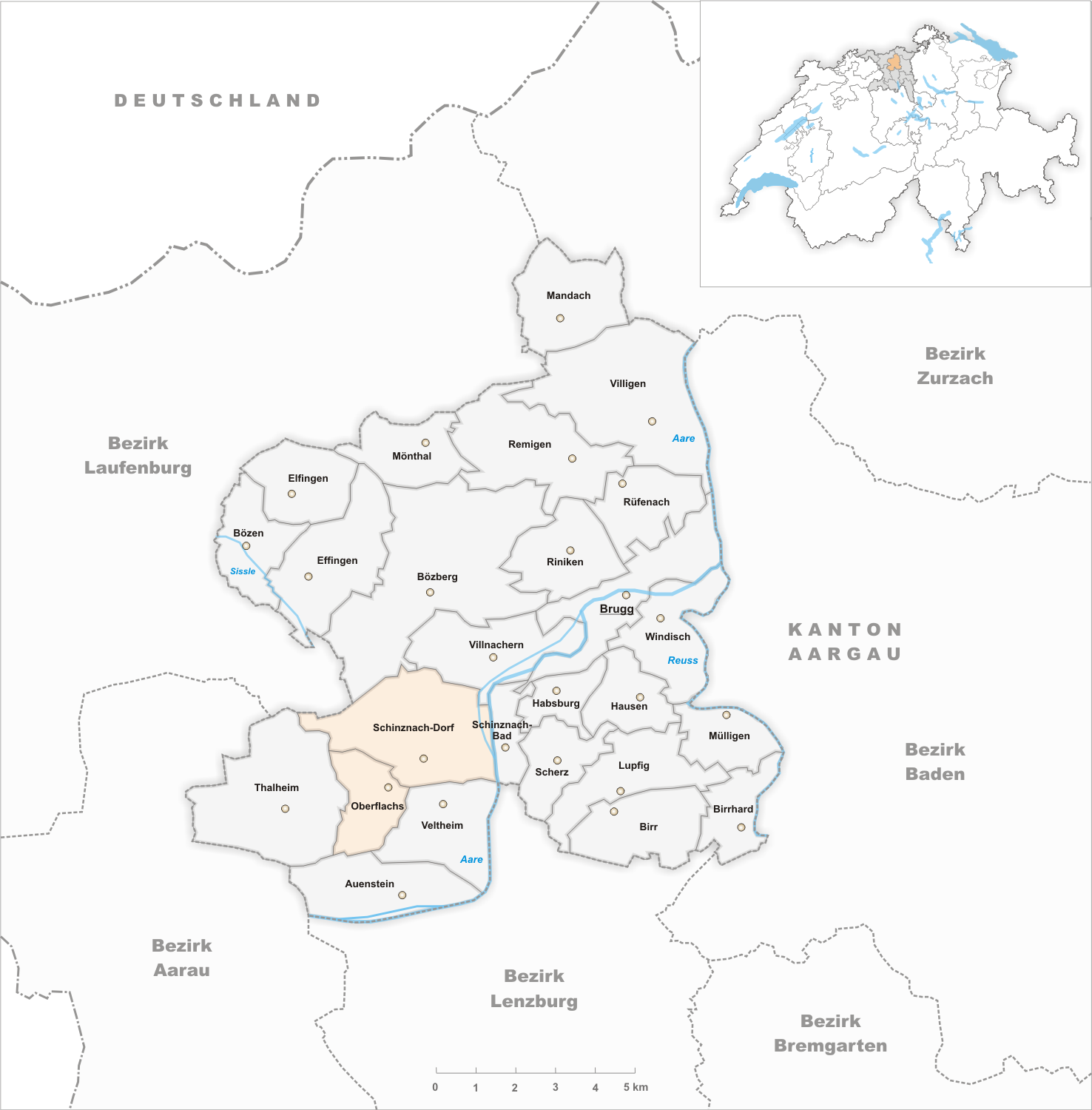
Comunas hasta 2013

### Fusiones
- 2006: Villigen y Stilli → Villigen
- 2010: Brugg y Umiken → Brugg
- 2010: Hottwil, Etzgen, Mettau, Oberhofen y Wil → Mettauertal (El territorio de Hottwil se encontraba en el distrito de Brugg, desde su fusión en el de Laufenburgo)
- 2013: Linn, Gallenkirch, Oberbözberg y Unterbözberg → Bözberg
- 2014: Oberflachs y Schinznach-Dorf → Schinznach